# Usu (Vulkan)
Der Usu (jap. 有珠山, Usu-zan) ist ein Schichtvulkan auf der Insel Hokkaidō im Norden Japans. Bei den Ausbrüchen des Usu bildeten sich mehrfach Lava- und Kryptodome.

## Aufbau
Der Usu liegt am Südrand der 10 Kilometer durchmessenden Tōya-Caldera, die vor rund 110.000 Jahren entstand. In der Gegenwart werden weite Teile der Caldera vom Tōya-See eingenommen. Nach Bildung der Caldera schufen Eruptionen von Basalt und Andesit einen Schichtvulkan, in Anlehnung an den Vesuv auch als Uso Somma bezeichnet. Eine heftige Eruption vor etwa 7000 bis 8000 Jahren zerstörte den Gipfel des Uso Somma. Dabei ging eine Trümmerlawine ab, deren Ablagerungen südsüdwestlich des Vulkans an der Küste des Pazifischen Ozeans zu finden sind. Der Ausbruch hinterließ einen Krater mit gut zwei Kilometer Durchmesser. Spätere Eruptionen füllten den Krater weitgehend mit Lava- und Kryptodomen auf. Die Dome bestehen aus Dazit, einer besonders zähflüssigen Art von Magma.

## Ausbrüche
Zwischen 1663 und 1853 kam es zu vier plinianischen Eruptionen mit Stärken von vier bis fünf auf dem Vulkanexplosivitätsindex (VEI). In dieser Zeit entstanden im Krater der Kryptodom Ogari-yama sowie die Lavadome Ko-Usu und O-Usu, mit 733 Metern der höchste Punkt des Vulkans. Bei einem Ausbruch im Mai 1822 wurde das Dorf Abuta zerstört. Dabei starben 50 Menschen, 53 wurden verletzt.
Dem Ausbruch ab dem 25. Juli 1910 gingen sechs Tage lang Erdbeben voraus. Zugleich bildeten sich am Nordwestfuß des Usu Risse und Verwerfungen. Bis Anfang August kam es zu phreatischen Explosionen aus kleinen, neu entstehenden Kratern. Am Ufer des Tōya-Sees entstand ein neuer Kryptodom, der Meiji-Shinzan (42° 34′ N, 140° 50′ O). Bis November 1910 wölbte er sich bis zu 160 Meter auf. Kurz nach dem Ausbruch entstanden die ersten heißen Quellen südwestlich des Tōya-Sees. 1919 wurde an einer Quelle ein Hotel gebaut. Es war der Wegbereiter für die Entstehung des beliebten Kurortes Tōyako Onsen.
Ende 1943 setzte eine Serie von Erdbeben ein, deren Epizentren sich bei geringer werdender Herdtiefe um sechs Kilometer von der Nordost- auf Ostseite des Usu verlagerte. Ab Februar oder März 1944 bildete sich rund zwei Kilometer östlich des Usu-Kraters ein weiterer Kryptodom, der Showa-Shinzan (42° 33′ N, 140° 52′ O). Er dämmte einen Fluss ab und durchbrach Anfang November 1944 die Erdoberfläche, wodurch er zum Lavadom wurde. Sein Wachstum endete im September 1945 nach Hebungen von über 200 Metern. Vermutlich durch die Abkühlung des Magmas senkte sich der Dom zwischen 1945 und 1968 um 25 Meter. Ab Juni 1944 war das Wachstum des Domes von Eruptionen begleitet, wobei es zunächst zu phreatischen, später zu phreatomagmatischen Explosionen kam.
Der Ausbruch in der Endphase des Zweiten Weltkrieges wurde von Wissenschaftlern anfänglich wenig beachtet. Mimatsu Masao, ein Postbeamter aus Tōyako, hielt das Wachstum des Domes detailliert in Bildern und Berichten fest. Es entstand – so der Geologe Hans Pichler – „eine hervorragende vulkanologische Arbeit eines Laien“. An Mimatsu Masao erinnern ein Museum und ein Denkmal am Usu.
Eine Eruption am 7. August 1977 erzwang die Evakuierung von 20.000 Touristen und 7.000 Anwohnern. Bei dem Ausbruch stieg eine mindestens zehn Kilometer hohe Eruptionssäule auf; Asche fiel auf große Teile der Insel Hokkaidō. Begleitet von schwächeren Eruptionen wölbte sich im Zentralkrater ein weiterer Kryptodom bis zu 180 Meter auf. Der nördliche Kraterrand verschob sich um einen ähnlich großen Betrag. Dadurch entstanden in Tōyako Onsen Verwerfungen und Risse, die Häuser und Versorgungsleitungen beschädigten oder zerstörten. Im November 1978 verursachte ein Schlammstrom, ein sogenannter Lahar, weitere Schäden an Häusern in Tōyako Onsen. Dabei starben drei Menschen.
Am 31. März 2000 kam es zu einer Flankeneruption im Nordwesten des Usu. Dabei löste der Kontakt zwischen einem Grundwasserhorizont, der vom Tōya-See gespeist wird, und aufsteigendem Magma schwere phreatomagmatische Eruptionen aus. Bis Mitte April entstanden mehr als 50 neue Krater. Im gleichen Monat bildeten sich Lahare, die in Tōyako Onsen Schäden verursachten und sich in den Toya-See ergossen. Der Nordwesten des Usu hob sich um bis zu 3,3 Meter pro Tag. Die schwächer werdenden Eruptionen endeten Anfang Mai 2000. Einen Tag vor dem Ausbruch vom 31. März waren 10.000 Menschen evakuiert worden.